# Gustavo Díaz Ordaz

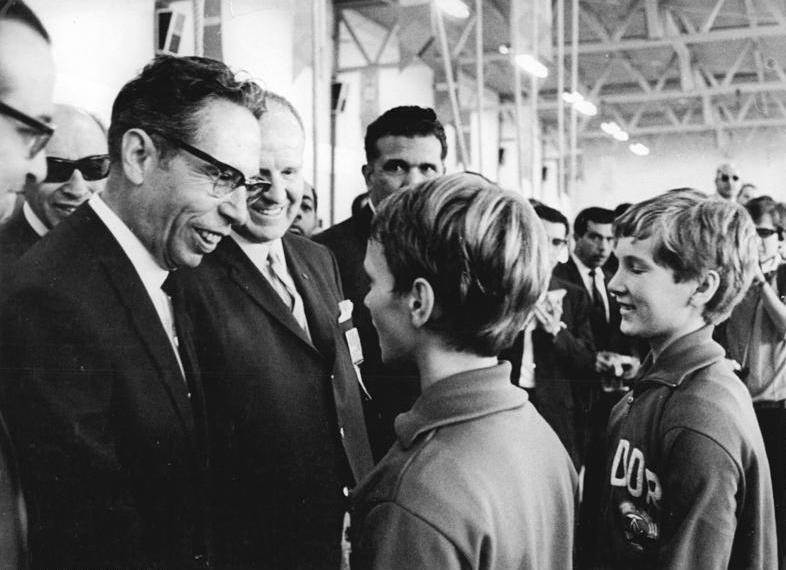
Gustavo Díaz Ordaz tijdens de Olympische Zomerspelen
(1968)

Gustavo Díaz Ordaz Bolaños (San Andrés Chalchícomula, 12 maart 1911 - Mexico-Stad, 15 juli 1979) was een Mexicaans politicus. Hij was president van Mexico van 1964 tot 1970. Hoewel de groei die de Mexicaanse economie in de jaren 50 en 60 kenmerkte zich onder Díaz Ordaz' presidentschap voortzette wordt hij vooral herinnerd wegens zijn autoritaire optreden, met name het bloedbad van Tlatelolco van 1968.

## Vroege jaren
Díaz Ordaz werd geboren in San Andrés Chalchícomula, het huidige Ciudad Serdán, in de deelstaat Puebla als zoon van een accountant en een lerares. Zijn overgrootvader José María Díaz Ordaz was in de 19e eeuw een generaal en advocaat, en was gouverneur geweest van Oaxaca. Díaz Ordaz was een verre afstammeling van Bernal Díaz del Castillo, de conquistador die bekend is geworden wegens zijn verslag van de verovering van Mexico.
Díaz Ordaz studeerde aan de universiteit van Puebla. Van 1940 tot 1941 was hij vice-rector van die universiteit. Hij sloot zich aan bij de Institutioneel Revolutionaire Partij (PRI), destijds de enige politieke partij van belang in Mexico, en was de protegé van de regionale cacique generaal Maximino Ávila Camacho. In 1943 werd hij tot afgevaardigde gekozen voor zijn thuisstaat Puebla tot 1946, waarna hij voor zes jaar tot senator werd gekozen.

## Verkiezing
Onder Adolfo López Mateos (1958-1964) was hij minister van binnenlandse zaken. Hij gold destijds als de informele leider van de rechtervleugel van de PRI. Vanwege de zwakke gezondheid van López Mateos, die als links bekendstond, wist hij veel macht naar zich toe te trekken, en aan het eind van de termijn had hij de president eigenlijk al overvleugeld. In 1957 benoemde López Mateos hem tot presidentskandidaat. Een jaar later wist hij zonder problemen de presidentsverkiezingen te winnen. Hij behaalde 88,92% van de stemmen, tegen 10,98% voor oppositiekandidaat José González Torres van de Nationale Actiepartij (PAN).

## Presidentiële termijn
Zij termijn werd gekenmerkt door hardhandig autoritair opgetreden. Stakingen onder mijnwerkers werden bloedig uiteengeslagen. Toen hij december 1964 bij een ziekenhuisstaking de dokters en verplegers per decreet sommeerde weer aan het werk te gaan werkte dit averechts en spreidde de staking zich uit over het hele land. Pas nadat Díaz Ordaz doktersvakbonden infiltreerde en dreigde de stakers te ontslaan eindigde de staking in het voorjaar van 1965. Nadat er protesten waren ontstaan op de Michoacaanse Universiteit in Morelia stuurde Díaz Ordaz paramilitairen, die de universiteit bezetten en de protesten met geweld beëindigden, waarbij een student om het leven kwam.
Voor het eerst sinds de jaren 40 wist de oppositie enige verkiezingsoverwinningen van betekenis te boeken, toen de PAN in 1967 en 1968 de burgemeestersverkiezingen in Mérida en Hermosillo wist te winnen. De gemeentebesturen van deze steden werden echter op alle mogelijke manieren gedwarsboomd door de PRI, zodat ze niet effectief konden besturen. Na drie jaar moest de PAN in beide steden weer het veld ruimen. De PAN leek bovendien de burgemeestersverkiezingen in Tijuana en Mexicali en de gouverneursverkiezingen van Yucatán gewonnen te hebben, maar de PRI annuleerde deze zodat de partij niet haar verlies hoefde toe te geven.
Binnen de PRI ontstond er een hervormingsbeweging die het land en de partij wilde democratiseren, geleid door Carlos A. Madrazo. Díaz Ordaz wees hem in 1964 aan tot voorzitter van de partij, hopend dat zo'n hoge positie hem loyaal zou maken. Madrazo poogde echter serieus werk te maken van zijn hervormingsplannen, wat door Díaz Ordaz en anderen uit het PRI-leiderschap gedwarsboomd werd. Een jaar later werd Madrazo gedwongen om op te stappen. In 1969 kwam hij om het leven bij een vliegtuigongeluk, dat volgens sommigen is georkestreerd door de PRI.
Om de oppositie enigszins tevreden te stellen werd de kieswet aangepast, zodat elke partij die 2,5% van de stemmen haalde, in ieder geval vijf zetels in de Kamer van Afgevaardigden kreeg. In de praktijk kwamen de meeste van deze zetels echter terecht bij de aan de PRI gelieerde satellietpartijen Authentieke Partij van de Mexicaanse Revolutie (PARM) en de Socialistische Volkspartij (PPS). De PRI had bovendien nog altijd 175 van de 210 zetels.
1968 was het jaar van de studentenopstanden, die ook aan Mexico niet voorbijgingen. Aangezien in oktober 1968 de Olympische Spelen in Mexico-Stad plaatsvonden wilden de studenten gebruikmaken van de mediabelangstelling voor Mexico om het autoritaire gedrag van de Mexicaanse regering voor het oog van de wereld aan de kaak te stellen. De hele zomer was Mexico-Stad het toneel van studentendemonstraties. Díaz Ordaz stuurde de granaderos, de oproerpolitie, erop af, waarna een aantal gewelddadige incidenten plaatsvonden. Hierna liepen de zaken uit de hand en liet Díaz Ordaz de campus van de Nationale Autonome Universiteit van Mexico (UNAM) bezetten, waarmee hij de wettelijke garanties van de universiteit schond. Rector Barros Sierra trad uit protest af. De studenten hielden echter vol, gesteund door grote delen van de bevolking. Volgens Díaz Ordaz was dit alles het gevolg een complot, gesteund door communisten uit Cuba en Frankrijk, of juist door de CIA en de PAN en noemde de studenten "bloedzuigende parasieten, bedelaars, cynici, analfabeten en stinkend vuil". De gebeurtenissen culmineerden in het Bloedbad van Tlatelolco van 2 oktober, waarbij 250 demonstranten het leven lieten toen ze door veiligheidstroepen werden beschoten. Díaz Ordaz heeft altijd ontkend 'bloed aan zijn handen' te hebben, en was van mening dat hij op 2 oktober 1968 het land van chaos had gered.
Hoewel Díaz Ordaz vooral wordt herinnerd wegens zijn autoritaire optreden, ging het Mexico tijdens zijn bestuur economisch voor de wind. Met minister van economie Antonio Ortiz Mena werd tussen 1963 en 1971 een economische groei van 7,1% per jaar gehaald, met een koopkrachtstijging van 6,4% en een inflatie van het voor Mexicaanse begrippen bijzonder lage 2,6% Díaz Ordaz bevorderde de industrialisatie van de landbouw en de irrigatie. Desalniettemin bleef de groei van de landbouw achter bij de groei van de rest van de economie, en werd Mexico een netto importeur van voedsel. Op het industriële vlak zetten Díaz Ordaz en Ortiz Mena het beleid van importsubstitutie-industrialisatie (ISI) voort, waarbij men poogde zelf te produceren wat men voorheen moest importeren, om zo de handelsbalans gunstiger te laten uitslaan. Onder Díaz Ordaz werd er veel geïnvesteerd in onderwijs, waardoor het gemiddelde opleidingsniveau met 20% steeg, en in infrastructuur. Op 4 september 1969 opende Díaz Ordaz de metro van Mexico-Stad.
Díaz Ordaz werd in Mexico dikwijls bespot vanwege zijn onaantrekkelijk uiterlijk - een grote mond en duidelijk vooruitstekende tanden. Toch kon Díaz Ordaz hier zelf ook om lachen. Naar verluidt antwoordde hij aan de Amerikaanse president Lyndon Johnson toen deze op staatsbezoek was in Mexico en opmerkte dat hij een 'man van twee gezichten was', dat hij, als dat waar zou zijn, wel voor het andere gezicht gekozen zou hebben. Op de voorpagina van de krant El Diaro de México werden op een dag in 1966 abusievelijk de onderschriften van twee foto's verwisseld. Een foto van president Díaz Ordaz had als onderschrift: "De dierentuin is verrijkt. In de fotografiekatern zijn er foto's van enkele van de nieuwe soorten die door de autoriteiten zijn verkregen ter vermaak voor de inwoners van onze hoofdstad. Deze apen werden gisteren in hun eigen kooien geplaatst." Enkele weken later maakte El Diaro de México bekend dat de krant zou worden opgeheven. Internationaal won Díaz Ordaz enig prestige met het verdrag van Tlatelolco van 1967, waarmee Latijns-Amerika een kernwapenvrije zone werd.

## Opvolging en nalatenschap
Díaz Ordaz werd opgevolgd door Luis Echeverría, die zijn minister van binnenlandse zaken was geweest. Echeverría werd aanvankelijk gezien als minder autoritair dan Díaz Ordaz, mede omdat hij – zeer tegen de zin van Díaz Ordaz in – openlijk afstand had genomen van Tlatelolco (waar hij zelf waarschijnlijk mede in betrokken is geweest). Dit alles bleek echter niet bewaarheid te worden, nadat Echeverría zich ontpopte tot een autoritaire populist.
Díaz Ordaz was de laatste president van de PRI die voordat hij president werd in andere functies werd gekozen. Al zijn opvolgers (tot 2000) waren zogenaamde technocraten, die totdat ze tot president werden gekozen, nog nooit eerder in een functie werden gekozen, maar door baantjes in de partij waren opgeklommen.
Hoewel Díaz Ordaz tijdens zijn presidentschap gezorgd had voor economische voorspoed, was hij vanwege zijn buitengewoon autoritaire regeringsstijl nooit populair en door grote delen van de bevolking gehaat. In 1977 diende hij een aantal maanden als ambassadeur in Spanje, maar hij moest terugtreden na protesten. Hij overleed in 1979 aan darmkanker.